# Armand Traoré
Armand Traoré (* 8. října 1989), je francouzský fotbalista se senegalskými předky, který v současné době hraje jako levý obránce v anglické Premier League za Queens Park Rangers.
Zajímavostí je, že ho zastupuje česká firma Sport Invest a. s., která zastupuje prakticky všechny profesionální české hráče.